# Bada Malhera
Bada Malhera là một thị xã và là một nagar panchayat của quận Chhatarpur thuộc bang Madhya Pradesh, Ấn Độ.

## Nhân khẩu
Theo điều tra dân số năm 2001 của Ấn Độ, Bada Malhera có dân số 15.042 người. Phái nam chiếm 53% tổng số dân và phái nữ chiếm 47%. Bada Malhera có tỷ lệ 56% biết đọc biết viết, thấp hơn tỷ lệ trung bình toàn quốc là 59,5%: tỷ lệ cho phái nam là 65%, và tỷ lệ cho phái nữ là 47%. Tại Bada Malhera, 18% dân số nhỏ hơn 6 tuổi.